# Petr Kožušník
Petr Kožušník (* 16. května 1979 Havířov) je bývalý český florbalový útočník a reprezentant, vicemistr světa z roku 2004 a vicemistr Česka ze sezóny 2001/2002. V českých a švýcarských soutěžích hrál v letech 1995 až 2013.

## Klubová kariéra

### Torpedo Havířov
Petr Kožušník s florbalem začínal v nově založeném klubu Torpedo Havířov ve 2. lize v sezóně 1995/1996, ve které hned postoupili do nejvyšší soutěže. Již v druhé prvoligové sezóně 1997/1998 se Kožušník stal nejproduktivnějším hráčem týmu. V tomto ročníku za tým začal hrát i jeho starší bratr Pavel. V roce 1999 se poprvé probojovali do semifinále play-off. Od sezóny 2000/2001 se k nim připojil i nejmladší bratr Miroslav a stali se třemi bodovými lídry týmu. V dalším ročníku 2001/2002 Petr Kožušník jako nejproduktivnější hráč Havířova v play-off  vstřelil gól v rozhodujícím zápase semifinálové série (a Pavel zbývající čtyři) a pomohl tak týmu k zisku prvního vicemistrovského titulu.

### Švýcarsko
V roce 2003 odešel do švýcarské třetí ligy do klubu Ad Astra Sarnen. V sezóně 2003/2004 hrál proti svému bratru Pavlovi, který byl v kádru dalšího třetiligového týmu Floorball Thurgau. Petr v týmu Ad Astra hrál přes pět let a působil zde i jako asistent trenéra.
V průběhu sezóny 2008/2009 se vrátil do Torpeda, kde mezitím celou dobu hrál Miroslav a kam se o tři roky dříve vrátil i Pavel. Společně zachránili tým v play-down, kde Petr v rozhodujícím zápase vstřelil gól, bratrům asistoval na dalších pět a byl vyhlášen hráčem zápasu.
Po sezóně se vrátil do Švýcarska, tentokrát do druhé ligy do klubu Zug United, kterému v ročníku 2010/2011 jako nejproduktivnější hráč pomohl k postupu do nejvyšší soutěže. Po té se ze studijních důvodů přesunul do Čech, kde trénoval s Bulldogs Brno. Na konci další sezóny v roce 2012 se vrátil do Zugu, aby se mu neúspěšně pokusil pomoci s udržením v lize. Po té v rámci soutěže přestoupil do Grasshopper Club Zürich, kde odehrál jednu sezónu společně s dalšími třemi českými hráči, Vojtěchem Skalíkem (bývalým spoluhráčem z Torpeda), Alešem Jakůbkem a Pavlem Brusem. V lize se probojovali do semifinále. Následně v roce 2013 ukončil vrcholovou kariéru.

## Reprezentační kariéra
V české florbalové reprezentaci působil Kožušník od roku 2002.
Hrál na třech mistrovstvích světa mezi lety 2002 a 2006. Na šampionátu v roce 2002 nastoupil s oběma bratry. Pavel mu na turnaji asistoval na gól v prvním českém vítězném zápase proti Finsku. Na dalším Mistrovství světa 2004 získali první české stříbro. Mimo jiné na něm opět skóroval po bratrově asistenci v prvním českém vyhraném semifinále a zároveň první výhře v oficiálním zápase nad Švýcarskem.
V širším výběru byl ještě před šampionátem v roce 2008, ale nakonec se ho nezúčastnil. Za národní tým odehrál celkem 51 zápasů.
| Umístění         | Soutěž                             |
| ---------------- | ---------------------------------- |
| 4.               | Mistrovství světa ve florbale 2002 |
| Stříbrná medaile | Mistrovství světa ve florbale 2004 |
| 4.               | Mistrovství světa ve florbale 2006 |

## Rodina
Petr Kožušník je prostředním z bratrů Kožušníků. Dalšími z nich jsou starší Pavel a mladší Miroslav. Oba jsou také bývalí florbaloví hráči české nejvyšší soutěže za Torpedo Havířov a reprezentanti.